# Kaiko Sareta Ankoku Heishi (30-Dai) no Slow na Second Life
Kaiko Sareta Ankoku Heishi (30-Dai) no Slow na Second Life (解雇された暗黒兵士（30代）のスローなセカンドライフ Kaiko Sareta Ankoku Heishi (Sanjū-dai) no Surō na Sekando Raifu?, lit. La lenta segunda vida del soldado oscuro retirado de unos 30 años), también conocida como Chillin' in My 30s After Getting Fired from the Demon King's Army en inglés, es una serie de novelas ligeras japonesas escritas por Rokujūyon Okazawa e ilustradas por Sage Joh. Se serializó en línea a través del sitio web de publicación de novelas generadas por usuarios Shōsetsuka ni Narō desde el 15 de noviembre de 2018 hasta el 30 de julio de 2020. Más tarde fue adquirido por Kōdansha, que ha publicado tres volúmenes desde agosto de 2019 bajo su sello Kodansha Ranobe Books.
Una adaptación a manga de Rurekuchie comenzó a serializarse en la revista Young Magazine the 3rd de Kōdansha el 3 de agosto de 2019, y se transfirió a Gekkan Young Magazine el 20 de mayo de 2021. Se ha recopilado en siete volúmenes tankōbon hasta el momento. Una adaptación de la serie a anime se estrenó en enero de 2023.

## Argumento
Dariel, un soldado del ejército del Rey Demonio que no puede usar la magia, ha conseguido ascender hasta convertirse en asistente de los Cuatro Generales gracias a su talento y su energía, donde siempre hizo buen uso de sus habilidades. Sin embargo, cuando reemplazan a los Cuatro Generales, a Dariel lo despiden del ejército. Dariel está destrozado, pero al llegar a un pueblo humano, descubre que sus habilidades como aventurero, inútiles para los demonios, ¡son justo lo que necesita!. “¿Acaso yo era… humano?”. Dariel decide empezar una nueva vida en este pueblo ¡y no dejan de llegarle peticiones!

## Personajes
Dariel (ダリエル Darieru?)
 Seiyū: Tomokazu Sugita
Antiguo soldado oscuro del Ejército del Señor Demonio y consejero de los Cuatro Reyes Celestiales. Después de ser despedido de su puesto, partió y deambuló. Luego terminó conociendo a Marika y poco a poco se instaló en la aldea Rax. Más adelante se enamora de Marika, con quien se casa, formando una familia y se convierte en el alcalde de la aldea Rax. Se entera después que es el hijo perdido del antiguo héroe Aransil.
Marika (マリーカ Marīka?)
 Seiyū: Akane Fujita
Ella es la hija del jefe de la aldea de Rax. Después de su encuentro con Dariel en el bosque cuando estaba siendo perseguida y atacada por una bestia mono, ella lo lleva a vivir a la aldea. Ella también tiene una fuerza sobrehumana y, a veces, le rompe algunas costillas a Dariel cuando lo abraza. Está enamorada de Dariel y desea tener hijos con él. Eventualmente y posteriormente los dos se casan y forman una familia.
Bashvaza (バシュバーザ Bashubāza?)
 Seiyū: Atsushi Abe
Es uno de los Cuatro Reyes Celestiales del Ejército del Señor Demonio. Por lo general, se irrita y enfurece cada vez que se menciona el nombre de Dariel, especialmente cuando se compara con él. También es hijo de Grandbaza, ex Cuatro Reyes Celestiales "Fuego Brillante". Fue quien despidió a Dariel del ejército porque estaba celoso de que su padre Grandbaza entrenara y favoreciera a Dariel en vez de él. Dado que la atención de Dariel se había ido, repetidamente cometió errores con órdenes irrazonables y fue reprendido por el Rey Demonio, quien elogiaba a Dariel, por lo que siente un fuerte odio por Dariel y arremete contra quienes lo rodean. Su odio hacia Dariel aumenta más cuando se entera de que pronto será despedido por sus fracasos y de lo único que todos pueden hablar es de Dariel, por lo que decide matarlo. Usando un hechizo prohibido, manipuló al monstruo de llamas Salamandra para atacar la mina de mithril y la aldea Rax, pero es derrotado por Dariel y expulsado del Ejército del Rey Demonio por el Rey Demonio.
Gashita (ガシタ?)
 Seiyū: Tetsuya Kakihara
Es el mejor aventurero de la aldea de Rax y pudo ascender al Rango B. Su primer encuentro e impresión de Dariel fue la de alguien que era débil y tendía a menospreciarlo. Después del evento relacionado con el lagarto blaze, comenzó a respetarlo más e incluso comenzó a llamar a Dariel "aniki", lo que ocasiona celos a Marika.
Zeviantes (ゼビアンテス Zebiantesu?)
 Seiyū: Rumi Okubo
Zebiantes "Viento Floral". Ella es uno de los Cuatro Reyes Celestiales del Ejército del Señor Demonio. Posee un comportamiento bastante infantil. A igual que Bashvaza y Beseria, estuvo de acuerdo en expulsar a Dariel por su incapacidad de usar magia. Ella está extremadamente aterrorizada de Marika cuando está enojada. A ella le gusta coleccionar herramientas de mithril. A pesar de ser una reina celestial, es sometida fácilmente por Dariel.
Radey (レーディ Rēdi?)
 Seiyū: Akari Kitō
Ella es la heroína actual después de haber sido entrenada por su predecesor, Alanziel. Fue a la aldea de Rax para que le hicieran un arma de mitrilo y para reclutar a un cuarto miembro de su grupo para subyugar al Señor Demonio. Intentó reclutar a Dariel como el cuarto miembro, pero fracasó.
Droyes (ドロイエ Doroie?)
 Seiyū: Mai Nakahara
Ella es uno de los Cuatro Reyes Celestiales del Ejército del Señor Demonio. Es una mujer talentosa que usa magia de atributo de tierra. A diferencia de sus otros compañeros, ella valoraba el trabajo de Dariel. Incluso después de que despidieran a Dariel, continúa sugiriendo encontrar a Dariel y traerlo de vuelta.
Beseria (ベゼリア Bezeria?)
 Seiyū: Satoshi Tsuruoka
Uno de los Cuatro Reyes Celestiales y usuario de magia de agua. Menosprecia a Dariel que no puede usar magia. Hace 33 años asesinó a la esposa del entonces héroe Aransil y madre de Dariel.
Lizette (リゼート Rizēto?)
 Seiyū: Shinnosuke Tachibana
Enbil (エンビル Enbiru?)
 Seiyū: Kenji Hamada
Erica (エリーカ Erīka?)
 Seiyū: Keiko Watanabe
Smith (スミス Sumisu?)
 Seiyū: Hiroshi Iwasaki
Granbaza (グランバーザ Guranbāza?)
 Seiyū: Masaki Terasoma
Antiguo Rey Celestial y padre de Bashvaza. Crio y entrenó a Dariel, lo que ocasionó celos a su hijo. Dariel nombraría a su primer hijo como Gran en honor a Granbaza.
Aransil (アランツィル Arantsiru?)
 Seiyū: Kazuhiko Inoue
Es el antiguo héroe y ha entrenado a su sucesora, Radey. En la guerra pasada, su esposa fue asesinada por Beseria y su hijo desapareció perdidamente hace 33 años que sobrevivió. Más adelante, se entera de que Dariel es su hijo perdido.
Satome (サトメ?)
 Seiyū: Yūki Kudō
Sessha (セッシャ?)
 Seiyū: Hiromichi Tezuka
Fitbitan (フィットビタン Fittobitan?)
 Seiyū: Takaki Ōtomari
Gran (グラン Guran?)
 Seiyū: Keiko Watanabe
Es el hijo de Dariel y Marika. Dariel lo nombra así en honor a Granbaza.

## Contenido de la obra

### Novela ligera
Kaiko Sareta Ankoku Heishi (30-Dai) no Slow na Second Life es escrito por Rokujūyon Okazawa, quien comenzó a publicarlo en línea a través del sitio web Shōsetsuka ni Narō desde el 15 de noviembre de 2018 hasta el 30 de julio de 2020. Kōdansha adquirió la serie y comenzó a publicarla con ilustraciones de Sage Joh el 2 de agosto de 2019, bajo su sello Kodansha Ranobe Books. Hasta el momento se han publicado tres volúmenes.
| Volúmenes de novelas ligeras publicadas | Volúmenes de novelas ligeras publicadas | Volúmenes de novelas ligeras publicadas |
| Número                                  | Fecha de lanzamiento                    | ISBN                                    |
| --------------------------------------- | --------------------------------------- | --------------------------------------- |
| 1                                       | 2 de agosto de 2019                     | ISBN 978-4-06-516030-5                  |
| 2                                       | 1 de noviembre de 2019                  | ISBN 978-4-06-516918-6                  |
| 3                                       | 27 de marzo de 2020                     | ISBN 978-4-06-518884-2                  |

### Manga
Una adaptación a manga de Rurekuchie comenzó a serializarse en la revista Young Magazine the 3rd de Kōdansha el 6 de agosto de 2019. La serie se trasladó a Gekkan Young Magazine el 20 de mayo de 2021. Hasta el momento se han publicado siete volúmenes tankōbon.
| Volúmenes de manga publicados | Volúmenes de manga publicados | Volúmenes de manga publicados |
| Número                        | Fecha de lanzamiento          | ISBN                          |
| ----------------------------- | ----------------------------- | ----------------------------- |
| 1                             | 27 de marzo de 2020           | ISBN 978-4-06-518834-7        |
| 2                             | 20 de agosto de 2020          | ISBN 978-4-06-520202-9        |
| 3                             | 20 de enero de 2021           | ISBN 978-4-06-522015-3        |
| 4                             | 17 de julio de 2021           | ISBN 978-4-06-523675-8        |
| 5                             | 18 de noviembre de 2021       | ISBN 978-4-06-525859-0        |
| 6                             | 18 de marzo de 2022           | ISBN 978-4-06-527058-5        |
| 7                             | 20 de junio de 2022           | ISBN 978-4-06-527058-5        |

### Anime
En julio de 2022 se anunció una adaptación de la serie de televisión a anime. La serie es producida por Alentar Films y dirigida por Fumitoshi Oizaki, con dirección asistente de Yoshihide Yūzumi, guiones escritos por Hitomi Amamiya, diseños de personajes a cargo de Satomi Yonezawa y música compuesta por Tsubasa Ito. Se estrenó el 7 de enero de 2023 en Tokyo MX y otras cadenas. El tema de apertura es "Changemaker" de Hinano, mientras que el tema de cierre es "Dear Doze Days" de Akari Kitō. Crunchyroll obtuvo la licencia fuera de Asia.
| N.º | Título | Dirigido por   | Escrito por    | Fecha de emisión original |
| --- | --- | -------------- | -------------- | ------------------------- |
| 1 | «Dariel es despedido» Transcripción: «Darieru, Kaiko Sareru» (en japonés: ダリエル、解雇される。)                                                                    | Chuan Feng Xu  | Hitomi Amamiya | 7 de enero de 2023        |
| Dariel es un soldado del ejército del Señor Oscuro... que está despedido. A sus más de 30 años y tras quedarse sin trabajo, es hora de replantearse qué hacer con su vida.                      | |                |                |                           |
| 2 | «Dariel realiza su primer trabajo como aventurero» Transcripción: «Darieru, Bōkensha Toshite Hatsushigoto o Suru» (en japonés: ダリエル、冒険者として初仕事をする。) | Yuma Imura     | Hitomi Amamiya | 14 de enero de 2023       |
| Tras la llegada de Dariel a la aldea, es hora de que empiece a acostumbrarse a su nueva vida como aventurero, así que tendrá que empezar a realizar encargos.                                   | |                |                |                           |
| 3 | «Dariel va a su antiguo trabajo» Transcripción: «Darieru, Mukashi no Shokuba e Iku» (en japonés: ダリエル、昔の職場へ行く。)                                         | Chuan Feng Xu  | Hitomi Amamiya | 21 de enero de 2023       |
| Dariel vive su nueva vida tranquilamente, pero descubre que la aldea de Lux encierra un secreto que tendrá que investigar.                                                                      | |                |                |                           |
| 4 | «Dariel negocia» Transcripción: «Darieru, Kōshō Suru» (en japonés: ダリエル、交渉する。)                                                                             | Ageha Kochōran | Hitomi Amamiya | 28 de enero de 2023       |
| La recuperación de la mina de mitrilo conlleva que los demonios quieran recuperarla, pero con humanos y demonios enfrentados, Dariel tendrá que negociar un trato que satisfaga a ambas partes. | |                |                |                           |
| 5 | «Dariel lucha en un duelo» Transcripción: «Darieru, Kettō Suru» (en japonés: ダリエル、決闘する。)                                                                   | Yuma Imura     | Hitomi Amamiya | 4 de febrero de 2023      |
| Dariel tiene la misión de construir un taller de mitrilo, pero los maestros forjadores de Campbell no le permitirán hacerlo sin oponer resistencia.                                             | |                |                |                           |
| 6 | «Dariel envuelto en vapor» Transcripción: «Darieru, Yuge ni Tsutsumareru» (en japonés: ダリエル、湯気に包まれる。)                                                   | Chuan Feng Xu  | Hitomi Amamiya | 11 de febrero de 2023     |
| La situación en la sauna entre Dariel y Malika desencadenan una serie de acontecimientos y cambios en Lux, que cada vez crece más gracias a la mina de mitrilo.                                 | |                |                |                           |
| 7 | «Dariel utiliza esa técnica» Transcripción: «Darieru, Ano Waza o Tsukau» (en japonés: ダリエル、あの技を使う。)                                                      | Yuma Imura     | Hitomi Amamiya | 18 de febrero de 2023     |
| La heroína y su grupo llegan a la aldea de Lux con una misión para la que necesitarán la ayuda de Dariel.                                                                                       | |                |                |                           |
| 8 | «Dariel se ocupa de muchos asuntos» Transcripción: «Darieru, Honsō Suru.» (en japonés: ダリエル、奔走する。)                                                         | Ageha Kochōran | Hitomi Amamiya | 25 de febrero de 2023     |
| Con la heroína en la aldea y la llegada de una visita inesperada, Dariel tiene muchos problemas que solucionar a la vez.                                                                        | |                |                |                           |
| 9 | «Dariel tiene un reencuentro» Transcripción: «Darieru, Saikai Suru.» (en japonés: ダリエル、再会する。)                                                              | Ageha Kochōran | Hitomi Amamiya | 4 de marzo de 2023        |
| El gran héroe Alantsil llega a Lux y parece que conoce a Dariel, aunque ninguno es capaz de saber exactamente por qué.                                                                          | |                |                |                           |
| 10 | «Dariel rodeado de chispas» Transcripción: «Darieru, Hinoko o Abiru» (en japonés: ダリエル、火の粉を浴びる。)                                                        | Chuan Feng Xu  | Hitomi Amamiya | 11 de marzo de 2023       |
| Tras los sucesos del episodio anterior, Dariel y los suyos tienen que analizar la situación y decidir cuál será el próximo paso contra el Señor Oscuro.                                         | |                |                |                           |
| 11 | «Dariel tiene un enfrentamiento» Transcripción: «Darieru, Taiketsu Suru.» (en japonés: ダリエル、対決する。)                                                         | Yuma Imura     | Hitomi Amamiya | 18 de marzo de 2023       |
| Dariel y su grupo se enfrenta al temible monstruo que apareció cerca de Lux mientras intentan esclarecer qué está ocurriendo con el ejército del Señor Oscuro.                                  | |                |                |                           |
| 12 | «Dariel tiene la mano» Transcripción: «Darieru, Te o Nobasu» (en japonés: ダリエル、手を伸ばす。)                                                                    | Chuan Feng Xu  | Hitomi Amamiya | 25 de marzo de 2023       |
| Es la batalla final contra el monstruo que desató Bashbarza. ¿Quién ganará este combate decisivo para Lux y para el mundo: Dariel o Bashbarza?                                                  | |                |                |                           |